# 院号
院号（いんごう）は、下に「院」の字が付く称号である。院（邸宅・寺院）に関係する、もしくは、歴史的には院に関係した。

## 種類

### 上皇（太上天皇）の尊称
823年 (弘仁14年)、嵯峨天皇が京都の嵯峨に御所を移し、嵯峨院と称せられたことにより、太上天皇（上皇）の異称としての院号が定着した。例えば、冷泉天皇や円融天皇がそれぞれ譲位後に冷泉院、円融院と呼ばれた。
時期によっては上皇・法皇の人数が複数になった。その際には御在所の名称で（場合によっては崩御後にそのまま追号となる場合もある）か、在位の前後において一院（本院とも）・中院（3名以上いる場合）・新院と呼んで区別した。

### 天皇の追号
当初は存命中に譲位した天皇におくられたが、在位中に崩御した天皇に対しても追号として院号を贈る慣例ができた。

### 女院の尊称
一条天皇の母后である皇太后藤原詮子が東三条院の院号を受けることがきっかけとなり、朝廷では皇后や皇太后、太皇太后などの三后にも、院号を贈ることが慣習化した。女院の院号を定める公卿の評定を「院号定め」というが、藤原詮子以降の院号では、上東門院（藤原彰子）をはじめとした、門院号を贈ることが通例化された。院号を授けることを「院号宣下」という。

### 皇族優遇のための称号
皇位につかなかった皇太子、或いは天皇の実父ながら親王の身位に留まる皇族などに対して、しばしば太上天皇の尊号が贈られた。
皇位継承をしなかった皇太子に贈られた例は、敦明親王が准太上天皇の待遇として小一条院の院号を受けた。
皇位についていない親王の皇子が天皇の後継に立てられ即位した場合にも天皇の実父として院号が贈られた制度がある(太上天皇参照)。

### 寺院の称号
平安時代以降、皇族が門跡となっている寺院などに対して院号が許された。

### 戒名
もとは天皇、三后のみに許されていた院号が、臣下にも普及するようになったのは、関白藤原兼家が法興院を称したことによる。
平安時代から鎌倉時代までは、当初は天皇や皇族、ひいては摂家や将軍家の戒名として院号が用いられた。しかし、時代が下るにつれ、院号は大名やその正室及び側室の俗名戒名、家臣の戒名にまで広がりを見せる。そればかりか、室町時代以降は院号の上位の号として院殿号や寺殿号が成立するなど、戒名としての院号は第二位の称号となった。
中世・近世には、摂家・足利将軍家・徳川将軍家・大名家以下武士、民衆の戒名として用いられた。関連する号として、院殿号、寺殿号、軒号などがある。
現在では、在家信者にも、戒名・法名に付されるようになる。日本国内の仏教檀家すべてを包括するものとはいえないが、今日では院号は一般国民に広く普及している。
戒名に、院号と位号（居士、大姉、信士、信女など）を付すことが、標準的と認識されるようになる。特に院号と位号を合わせて院居士・院信士と俗称される。浄土真宗など宗旨によっては、位号を用いない。